# تشاندير (مريشكار)
تشاندير هي بلدة في مقاطعة مريشكار في ولاية قشقداريا في أوزبكستان.